# Franz Ziegler (Politiker, 1899)
Franz Ziegler (* 23. Juni 1899 in Lingau, Königreich Böhmen; † 30. Dezember 1949) war ein deutscher Jurist und Politiker (CSU, später Bayernpartei).

## Leben
Nach dem Abitur in Mies studierte er Rechtswissenschaften in Prag und promovierte dort zum Dr. jur. Er war seit 1920 Mitglied der katholischen Studentenverbindung KDStV Ferdinandea Prag im CV. Seit 1930 war er Rechtsanwalt in Mies. Am 3. Januar 1939 beantragte er die Aufnahme in die NSDAP, ob er aufgenommen wurde, ist nicht bekannt. Im Zweiten Weltkrieg war er Offizier und Kriegsgerichtsrat.
Im Jahre 1945 hatte er das Amt des Landrates und Bürgermeisters in Mies inne. Nach der Ausweisung war er zuerst Gerichtsvorstand und Oberamtsrichter in Cham, danach Stellvertreter des Staatssekretärs für Flüchtlingswesen in Bayern. 1948 zuerst für die CSU als Nachrücker für August Schwingenstein in den Bayerischen Landtag eingezogen, wechselte er bald zur Bayernpartei. Seit der ersten Bundestagswahl war er bis zu seinem Tode Mitglied des Bundestages. Er wurde über die Landesliste der Bayernpartei (BP) in Bayern gewählt.
Die Tatsache, dass ein Sudetendeutscher auf der Liste der altbayerischen Einheimischenpartei BP gewählt wurde, erklärt sich dadurch, dass die Bayern die Sudetendeutschen als „Stammesverwandte“ betrachten.